# OK Kolmården
OK Kolmården bildades ursprungligen 1988 som en tävlingsklubb i orientering för Krokeks OK och Åby SOK. 2010 valde de båda moderklubbarna att slå samman all verksamhet till en gemensam förening.
OK Kolmården bedriver verksamhet inom orientering, längdåkning, skidorientering och terränglöpning. Huvuddelen av verksamheten sker i Kolmårdsskogarna norr om Norrköping. Föreningen har två klubbstugor i Jursla respektive Krokek. I anslutning till stugorna finns elljusspår och andra motionsspår. Klubben har orienteringskartor över de vackraste och mest utmanande delarna av Kolmårdsskogarna och även över den lite annorlunda skärgårdsterrängen ute i Arkösund.

## Elitsatsning
Föreningen har sedan starten skördat många framgångar, både individuellt och i stafett. Under 90-talet hade föreningen ett mycket starkt herrlag som vann SM-stafetten 1995 och 1996 och kom två i Jukolakavlen och 7:a på 10-mila 1995. På senare år har föreningen byggt ett starkt ungt damlag som 2011 kom 6:a på 10-mila och 10:a på Venlakavlen. Tjejerna har även tagit flera individuella SM-medaljer och representerat Sveriges landslag vid flera mästerskap.

## Ungdomsverksamhet
OK Kolmården bedriver en mycket framgångsrik ungdomsverksamhet i orientering med närmre 100 ungdomar som deltar aktivt i föreningenslivet och många ambitiösa ledare. 2012 ledde satsningen till en 3:e plats (bästa svenska lag) i ungdomsstafetten på 10-mila.